# L'amore non può attendere
L'amore non può attendere (It's a Great Feeling) è un film del 1949 diretto da David Butler.

## Trama
Il produttore della Warner Bros. Arthur Trent ingaggia Dennis Morgan e Jack Carson per recitare nel suo ultimo film musicale intitolato Mademoiselle Fifì. Il problema che Trent deve affrontare è che nessuno vuole lavorare con i due attori. Per risolvere parte del problema, Trent mette Carson alla regia. Ma Carson al timone della produzione porta ulteriori problemi nel tentativo di trovare una protagonista, dato che tutti si aspettano che egli farà in modo di apparire sullo schermo tutto il tempo. Nel frattempo, la ragazza di campagna Judy Adams è appena arrivata a Hollywood per lavorare come barista alla Warner Bros.. Tuttavia, ella vuole imporsi come attrice e fa di tutto per incontrare qualcuno che la possa aiutare nel suo intento. Inizialmente né Morgan né Carson la prendono in considerazione, ma Morgan convince il collega che Judy sia la ragazza giusta per la parte. Ma ora sono le attrici femminili a non voler prendere parte al film, oltre alla contrarietà di Trent.

## Produzione
Il film ricalca l'inizio di carriera della stessa Doris Day, che fino a poco tempo prima era una cameriera che sognava la carriera d'attrice; diverrà famosa con questo film.

Sulla lavorazione al fianco di Carson la Day ricorderà: 
Joan Crawford appare in un cameo in cui dopo un breve discorso rivolto a Jack Carson lo schiaffeggia; questa scena riprende quella ne Il romanzo di Mildred, in cui la Crawford dava però lo schiaffo a Ann Blyth.
Patricia Neal, nel suo cameo nella scena del ballo, appare con l'abito da sera nero indossato nel film La fonte meravigliosa; l'attrice infatti passò da un set all'altro senza cambiarsi d'abito.

## Critica
(vice su La Stampa del 4 gennaio 1951)